# لسان المزمار
لِسانُ المِزْمار أو الفَلْكَة أو الغَلْصَمة (بالإنجليزية: Epiglottis)‏ هو نسيج ضام غضروفي مرن مُغطَّى بغشاء مخاطي يغلق مدخل الحنجرة ويحميه أثناء عملية بلع الطعام، لكيلا يدخل الطعام إلى القصبة الهوائية، لذلك عندما يتكلم الإنسان أثناء تناول الطعام يضطر لسان المزمار لفتح الحنجرة عند البلع مما يؤدي أحيانًا إلى دخول الطعام إلى القصبة الهوائية وقد يؤدي ذلك للاختناق.
يتقدم لسان المزمار بشكل غير مباشر خلف اللسان والعظام اللامية، ممتدًا إلى الخلف. ويرتفع أثناء التنفس، فيسمح للهواء بالمرور في الحنجرة. بينما أثناء البلع، يُغلق مما يجعل السوائل أو الطعام تمر إلى أسفل المريء. وبالتالي هو الصمام الذي يحول دون العبور إلى القصبة الهوائية أو المريء. ويوجد عليه براعم للتذوق.

## التركيب
لسان المزمار هو أحد التسعة هياكل الغضروفية 
التي تشكل الحنجرة (صندوق الصوت). أثناء التنفس، يكون داخل الحنجرة تمامًا. وأثناء البلع، فإنه يعمل كجزء من البلعوم الأمامي.

### علم الأنسجة
يمكن ملاحظة أن الجسم يتكون من الغضروف المرن. وله اثنين من السطوح، سطح مواجه للسان مقابل لتجويف الفم وسطح مواجه للحنجرة.
يتم تغطية السطح اللساني بأكمله والجزء القمي من سطح الحنجرة (نظرًا لأنه عرضة للتخدش بسبب علاقته بالجهاز الهضمي) بظهارة حرشفية طبقية غير كيراتينية. لكن بعض أجزاء سطح الحنجرة، المتعلقة بالجهاز التنفسي، مغطاة بظهارة الجهاز التنفسي: خلايا عمودية مهدبة طبقية كاذبة وخلايا الكأس مفرزة المخاط.

### النشأة
ينشأ لسان المزمار من قوس البلعوم الرابع. ويمكن أن يُنظَر إليه على أنه هيكل منفرد غير الغضاريف الأخرى للبلعوم، ويُرى في الشهر الخامس من النمو.

## الوظيفة

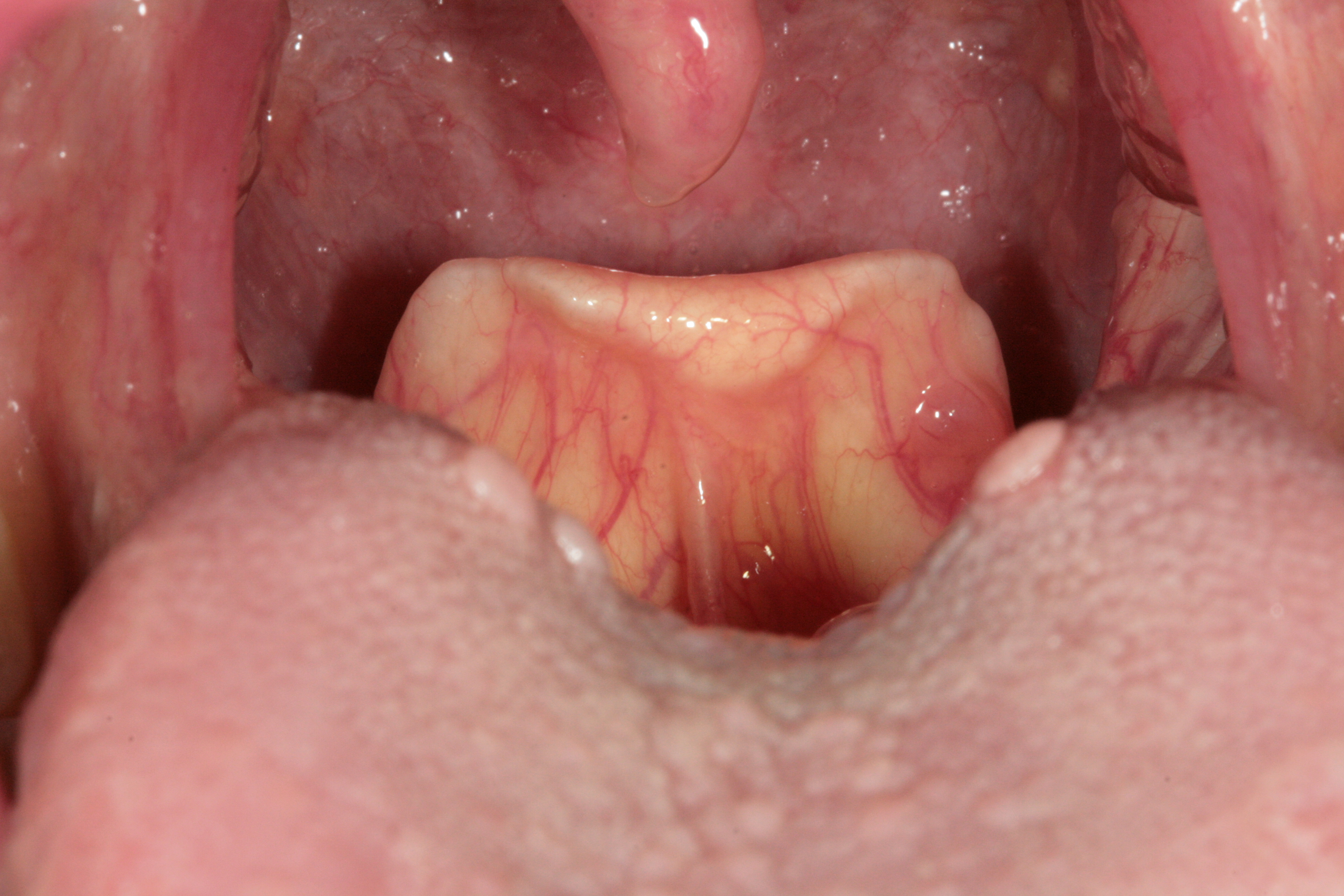
ارتفاع لسان المزمار وهو ارتفاع تشريحي طبيعي، مرئي خلال فحص عن طريق الفم، ولا يسبب أي مشكلة خطيرة بصرف النظر عن الإحساس البسيط بجسم غريب في الحلق. ويرى في كثير من الأحيان عند الأطفال أكثر من البالغين ولا يحتاج إلى أي تدخل طبي أو جراحي.

عادة ما يتوجه لسان المزمار أثناء التنفس إلى الجانب العلوي عاملًا كجزء من البلعوم. أثناء البلع، يجذب ارتفاع العظم اللامي الحنجرة إلى الأعلى. ونتيجة لذلك، يهبط لسان المزمار إلى وضع أفقي أكثر. وبهذه الطريقة، يمنع لسان المزمار الطعام من الدخول إلى القصبة الهوائية ويوجهه إلى المريء. إذا كان الطعام أو السائل يدخل في القصبة الهوائية بسبب وإذا فشل لسان المزمار ف إغلاق القصبة الهوائية بشكل صحيح فيدخل الطعام أو السائل إلها، يحدث منعكس التهوع (المنعكس البلعومي) لحماية الجهاز التنفسي.

### منعكس التهوع (المنعكس البلعومي)
يرسل العصب اللساني البلعومي (العصب التاسع) الألياف إلى الجزء العلوي من لسان المزمار فيساهم في الطرف الوارد من المنعكس البلعومي. (وهو متغير في الناس من محدود إلى استجابة حساسة). يرسل عصب الحنجرة العلوي وهو فرع من العصب المبهم (العصب العاشر) الألياف إلى الجزء السفلي الذي يساهم في الطرف الذاهب من رد الفعل السعالي. في محاولة لطرد الطعام أو السائل من القصبة الهوائية. يعد علاج الأسنان أمرًا صعبًا في المرضى الذين يعانون من المنعكس البلعومي. يمكن علاج المنعكس البلعومي عن طريق العلاج السلوكي، العلاجات العشبية، الوخز بالإبر، الأجهزة التعويضية، الأدوية المضادة للغثيان، المهدئات، التخدير الموضعي أو العام.

### أصوات الكلام
في بعض اللغات، يتم استخدام لسان المزمار لإنتاج أصوات الكلام الثابتة.

## الأهمية السريرية

### التهاب لسان المزمار
يرتبط التهاب لسان المزمار بشكل أساسي بالمستدمية النزلية. قد يعاني الشخص من حمى، والتهاب في الحلق، وصعوبة في البلع، وصعوبة في التنفس. لهذا السبب، في الأطفال، يعتبر التهاب المزمار الحاد حالة طوارئ طبية، بسبب خطر انسداد البلعوم. وغالبا ما يتم علاج المزمار بالمضادات الحيوية، الإبينيفرين الراسمي (وهو موسع قصبي والذي يتم إعطاؤه كرذاذ)، وقد يتطلب التنبيب الرغامي أو ثقب القصبة الهوائية إذا كان التنفس صعبًا. يوجد وراء جذر اللسان أخدود المزمار وهو معلم تشريحي مهم في التنبيب.
انخفض حدوث التهاب لسان المزمار بشكل ملحوظ في البلدان التي يتم فيها إعطاء التطعيم ضد المستدمية النزلية.

## التاريخ
كان أرسطو أول من وصف لسان المزمار، على الرغم من أن فيساليوس كان أول من عرف وظيفته عام 1543.

## صور إضافية

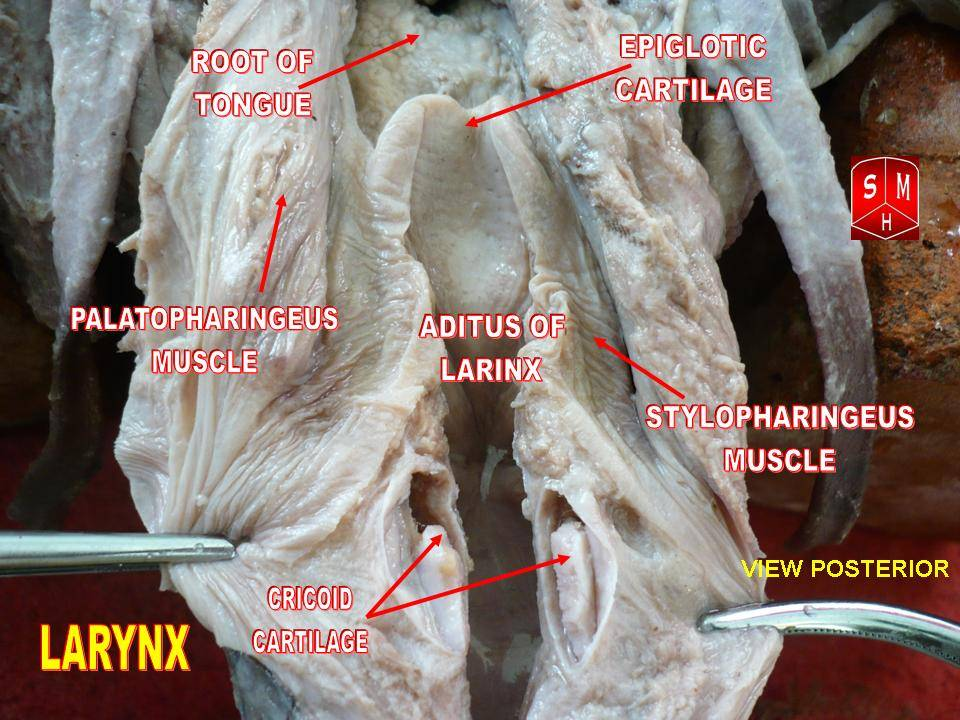
عضروف لسان المزمار.
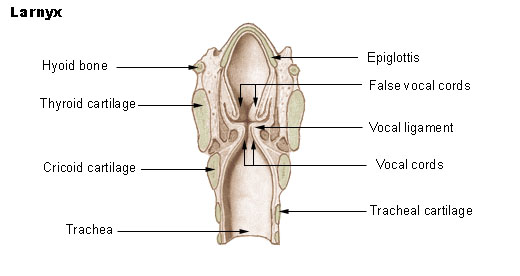
الحنجرة
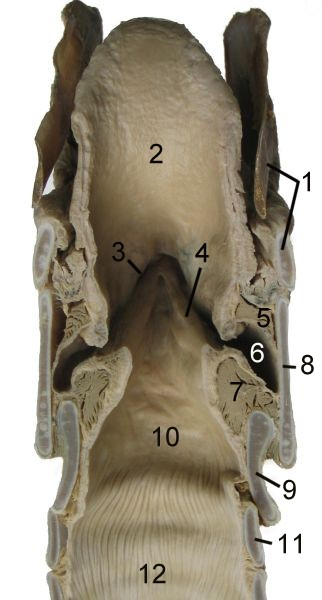
منظر قطعي خلال حنجرة حصان
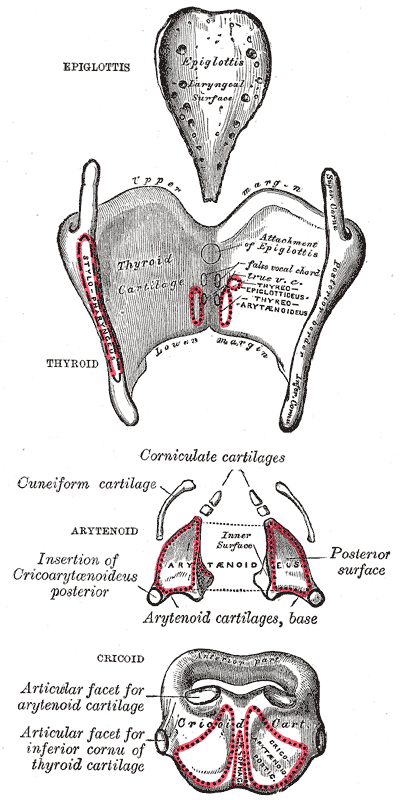
منظر خلفي لغضاريف الحنجرة.
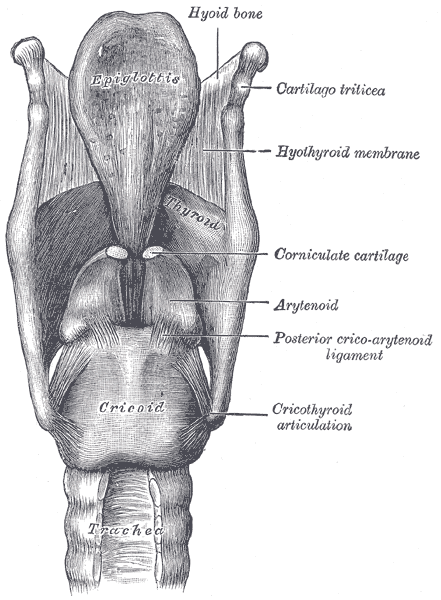
منظر خلفي لأربطة الحنجرة.
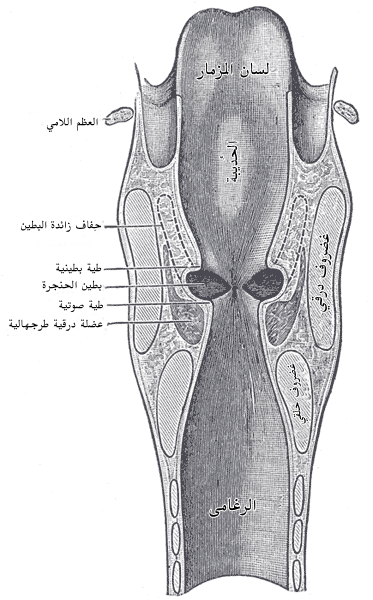
مقطع تاجي من الحنجرة والجزء العلوي من القصبة الهوائية.
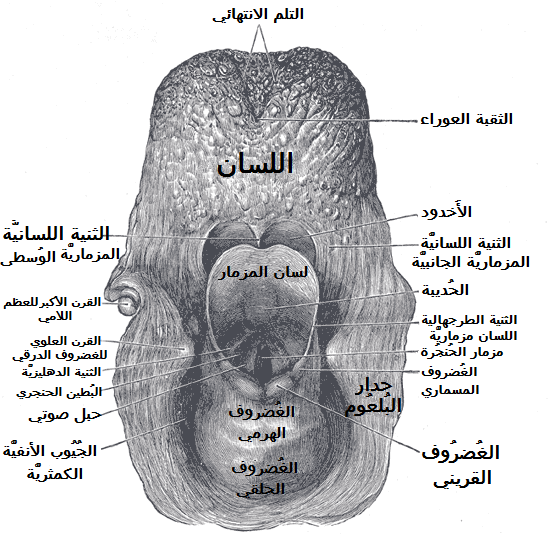
مدخل الحنجرة من الخلف.
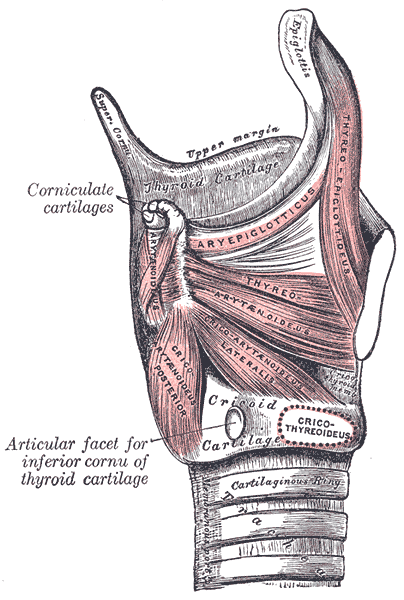
رؤية جانبية لعضلات الحنجرة، مع إزالة الصفيحة اليمنى من غضروف الغدة الدرقية.
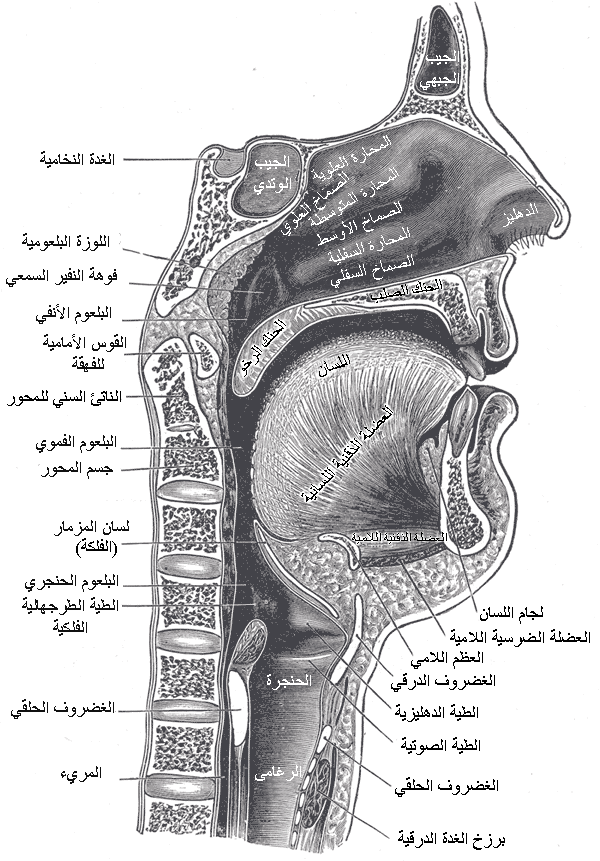
مقطع سهمي للأنف والفم والبلعوم والحنجرة.
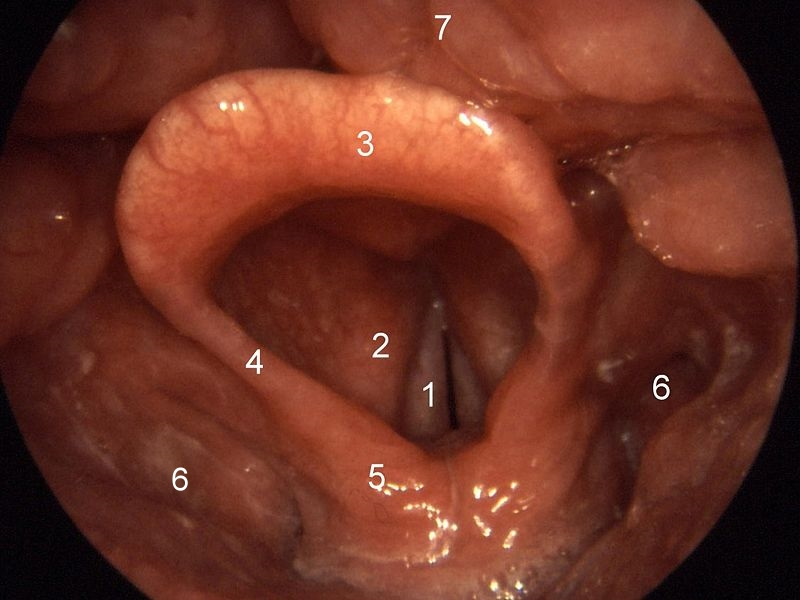
الحنجرة. 1 = الأحبال الصوتية، 2 = الطيات الدهليزية، 3 = لسان المزمار، 4 = الثنية الطرجهالية اللسانمزمارية، 5 = الغضروف الطرجهالي، 6 = التجويف كمثري الشكل، 7 = ظهر اللسان

## وصلات خارجية
- درسٌ تشريحي حول lesson11 مُعدٌ بواسطة ويسلي نورمان (جامعة جورجتاون).